# Elyes Gabel
Elyes Cherif Gabel est un acteur britannique né le 8 mai 1983 à Londres.

## Biographie
Elyes est né à Westminster, à Londres (plus précisément au St Mary's Hospital), et a vécu au Canada avant de retourner au Royaume-Uni pour vivre à Bristol et Manchester. Il a étudié au Lycée catholique romain Saint-Damien à Ashton-under-Lyne. Il a ensuite été formé à Strodes College, à l'Atelier de Théâtre Oldham et dans la compagnie de théâtre Northern Kids.

## Vie privée
Sur le tournage de Scorpion, il rencontre Katharine McPhee, avec laquelle, il a vécu une relation de deux ans, jusqu'en juin 2016.

## Filmographie

### Cinéma
- 2008 : Boogeyman 3 : Le Dernier cauchemar (en) (vidéo) de Gary Jones : Ben
- 2011 : Everywhere and Nowhere (en) de Menhaj Huda : Jaz
- 2011 : Kingdom of Dust de Heath Jones : Ahmed
- 2013 : Welcome to the Punch d'Eran Creevy : Ruan Sternwood
- 2013 : World War Z de Marc Forster : Andrew Fassbach
- 2014 : Interstellar de Christopher Nolan : Un administrateur
- 2014 : A Most Violent Year de J. C. Chandor : Julian
- 2015 : MI-5 Infiltration de Bharat Nalluri : Adem Qasim
- 2019 : Justice League vs. the Fatal Five de Sam Liu : Thom Kallor (voix)

### Télévision

#### Téléfilm
- 2012 : Widow Detective de Davis Guggenheim : Troy Vargas
- 2014 : The Messengers de Stephen Williams : Walter
- 2014 : Exit Strategy d'Antoine Fuqua : Tarik Fayad

#### Série télévisée
- 2001 - 2007 : Casualty (129 épisodes) : Gurpreet "Guppy" Sandhu / Jude / Jean-Claude Tournier
- 2002 : I Love Mummy : Nuff
- 2004 : Doctors (saison 6, épisode 68 : They Never Cut the Cord) : Steve
- 2005 : Casualty @ Holby City (saison 1, épisode 02 : Teacher's Pet) : Gurpreet "Guppy" Sandhu
- 2008 : Dead Set : Danny (saison 1, épisode 1)
- 2008 : Apparitions (mini-série) (saison 1, épisode 01) : Vimal
- 2009 : Waterloo Road (10 épisodes) : Rob Cleaver
- 2010 : Identity (6 épisodes) : DC Jose Rodriguez
- 2011 : The Borgias (saison 1, épisode 03 : Djem) : Prince Djem
- 2011 : Psychoville : Shahrouz / Shahrauz
  - (saison 2, épisode 01 : Survivors)
  - (saison 2, épisode 02 :  Dinner Party)
  - (saison 2, épisode 03 : Hancock)
  - (saison 2, épisode 04 : Sunnyvale)
  - (saison 2, épisode 05 : The Hunt)
- 2011 - 2012 : Game of Thrones (7 épisodes) : Rakharo
- 2012 : Affaires non classées (Silent Witness) : Umar
  - (saison 15, épisode 03 : L'Ange déchu)
  - (saison 15, épisode 04 : Meurtres à domicile)
- 2013 : Body of Proof (13 épisodes) : lieutenant Adam Lucas
- 2014 - 2018 : Scorpion :  Walter O'Brien
- 2015 : The Messengers (1 épisode) :  Walter
- 2022 : Suspicion : Sean Tilson
- 2023 : FBI (saison 6 épisode 4) : Hassan Bilal

## Musique
Avant de commencer le tournage de Scorpion, Elyes s'est essayé à la musique. Il a posté ses vidéos où il chante ses propres chansons sur la chaîne Youtube : Roughened Verse Elyes. Mais le projet de devenir chanteur reconnu n'a pas marché et la musique pour lui est devenue un loisir.